# Joe Kinnear
Joe Kinnear (Dublin, 1946. december 27. – London, 2024. április 7.) válogatott ír labdarúgó, hátvéd, edző. Az indiai (1984) és a nepáli válogatott (1987) szövetségi kapitánya.

## Pályafutása

### Klubcsapatban
1965 és 1975 között a Tottenham Hotspur labdarúgója volt. 1975–76-ban a Brighton & Hove Albion csapatában fejezte be az aktív játékot. A Tottenham együttesével 1967-ben angolkupa-győztes lett. Tagja volt az 1971–72-es idényben UEFA-kupagyőztes, majd az 1973–74-es idényben UEFA-kupadöntős csapatnak.

### A válogatottban
1967 és 1975 között 26 alkalommal szerepelt az ír válogatottban.

### Edzőként
1983-ban az egyesült arab emírségekbeli Al Shabab segédedzőjeként kezdte edzői pályafutását. 1984-ben az indiai, majd 1987-ben a nepáli válogatott szövetségi kapitányaként tevékenykedett. 1989-ban a Doncaster Rovers ideiglenes vezetőedzője volt. 1992 és 1999 között a Wimbledon, 2001 és 2003 között a Luton Town, 2004-ben a Notthingham Forest, 2008–09-ben a Newcastle United szakmai munkáját irányította. 2013–14-ben a Newcastle United sportigazgatója volt.

## Sikerei, díjai

### Játékosként
Tottenham Hotspur
- Angol kupa (FA Cup)
  - győztes: 1967
- Angol ligakupa (Football League Cup)
  - győztes (2): 1970–71, 1972–73
- Angol szuperkupa (FA Charity Shield)
  - győztes: 1967 (megosztva)
- UEFA-kupa
  - győztes: 1971–72
  - döntős: 1973–74

### Edzőként
- az év LMA menedzsere (1994)
- Premier League – A hónap edzője díj: 1993. szeptember, 1994. március, 1994. április, 1996. szeptember[5]

 Nepál
- Dél-ázsiai játékok
  - döntős: 1987

 Luton Town
- Angol bajnokság – harmadosztály (Third Divison)
  - 2.: 2001–02 (feljutó)